# ATP São Paulo

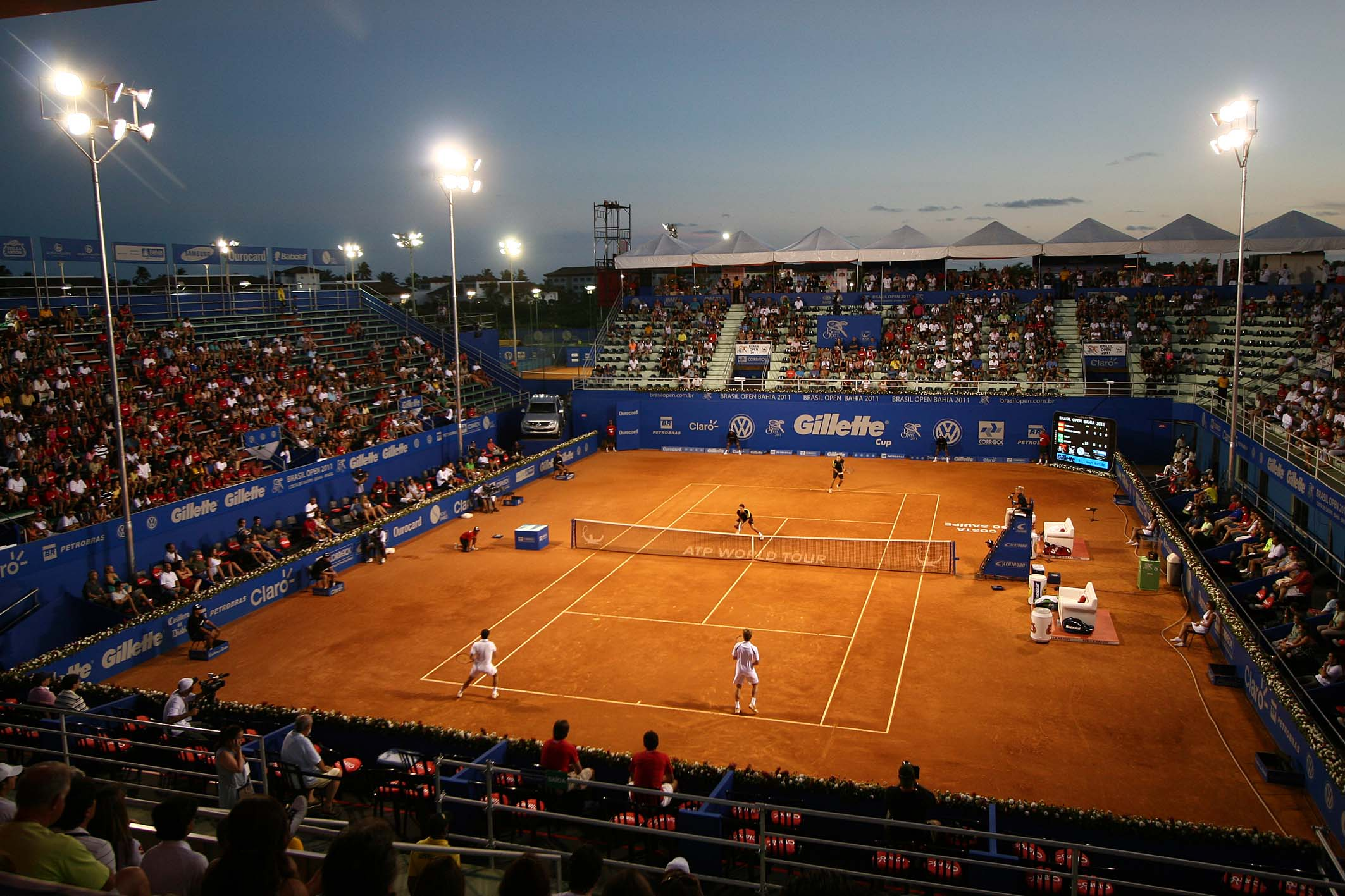
Center Court der Brasil Open in Costa do Sauípe im Jahr 2011

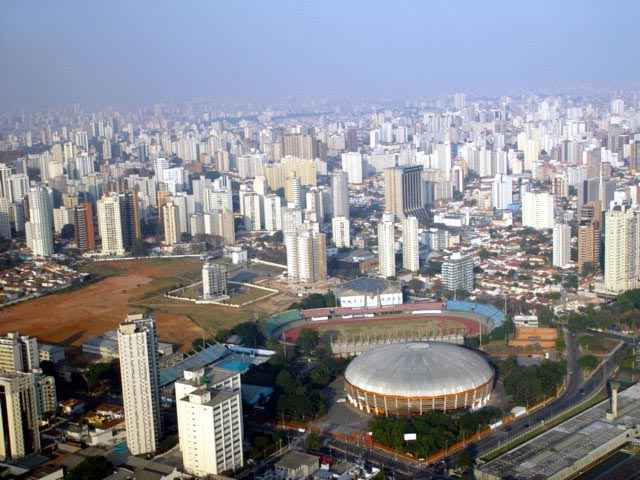
Der Veranstaltungsort des Turniers, das Ginasio Ibirapuera in São Paulo

Das ATP-Turnier von São Paulo (offiziell: Brasil Open) war ein jährlich im Februar ausgetragenes Herren-Tennisturnier, das zwischen 2001 und 2011 in Costa do Sauípe und von 2012 bis 2019 im brasilianischen São Paulo stattfand. Das Turnier war Teil der ATP Tour 250 sowie der sogenannten Golden Swing, einer Reihe von Sandplatzturnieren in Lateinamerika zu Beginn der Saison (neben São Paulo noch Buenos Aires, Viña del Mar und Rio de Janeiro, bis 2013 Acapulco).

## Geschichte
Das erste Turnier wurde bereits von 1991 bis 1993 gespielt und war der Nachfolger des Turniers in Itaparica; diese drei Ausgaben fanden unter dem Namen Banespa Open statt. Ab 1987 fand außerdem ein Turnier in São Paulo statt, das unter verschiedenen Sponsorennamen ausgetragen wurde. Die Ausgaben bis 1992 fanden im Hotel Transamerica im Freien auf Hartplatz statt, im letzten Jahr vor der Pause wurde auf dem Klubgelände des EC Pinheiros auf Sandplatz gespielt.
Nach der Wiederaufnahme des Turniers 2001 spielte man in Costa do Sauípe bis 2003 auf Hartplatz und ab 2004 auf Sand. In der Saison 2012 wanderte die Veranstaltung nach São Paulo zurück. Dort war das Ginásio do Ibirapuera Veranstaltungsort, wo mit Ausnahme der Jahre 2016 und 2017, wo erneut beim EC Pinheiros im Freien auf Sand gespielt wurde, das Turnier in der Halle auf Sand gespielt wurde – eine auf der ATP Tour einzigartige Kombination. 2019 wurde das Turnier letztmals ausgetragen und 2020 durch das Turnier von Santiago de Chile ersetzt.

## Siegerliste
Letzter Turniersieger aus Brasilien war Gustavo Kuerten 2004. Kuerten gewann auch 2002 und ist mit Nicolás Almagro, Pablo Cuevas und Rafael Nadal der einzige Spieler, der das Turnier mindestens zweimal gewinnen konnte; Almagro und Cuevas sind Rekordsieger, Cuevas gewann das Turnier sogar dreimal in Folge. Im Doppel hält Bruno Soares mit drei Titeln den Rekord.

### Einzel
| Austragungsort               | Jahr                | Sieger              | Finalist             | Finalergebnis   |
| ---------------------------- | ------------------- | ------------------- | -------------------- | --------------- |
| São Paulo                    | 2019                | Guido Pella         | Cristian Garín       | 7:5, 6:3        |
| São Paulo                    | 2018                | Fabio Fognini       | Nicolás Jarry        | 1:6, 6:1, 6:4   |
| São Paulo                    | 2017                | Pablo Cuevas (3)    | Albert Ramos Viñolas | 6:73, 6:4, 6:4  |
| São Paulo                    | 2016                | Pablo Cuevas (2)    | Pablo Carreño Busta  | 7:64, 6:3       |
| São Paulo                    | 2015                | Pablo Cuevas (1)    | Luca Vanni           | 6:4, 3:6, 7:64  |
| São Paulo                    | 2014                | Federico Delbonis   | Paolo Lorenzi        | 4:6, 6:3, 6:4   |
| São Paulo                    | 2013                | Rafael Nadal (2)    | David Nalbandian     | 6:2, 6:3        |
| São Paulo                    | 2012                | Nicolás Almagro (3) | Filippo Volandri     | 6:3, 4:6, 6:4   |
| Costa do Sauípe              | 2011                | Nicolás Almagro (2) | Oleksandr Dolhopolow | 6:3, 7:63       |
| Costa do Sauípe              | 2010                | Juan Carlos Ferrero | Łukasz Kubot         | 6:1, 6:0        |
| Costa do Sauípe              | 2009                | Tommy Robredo       | Thomaz Bellucci      | 6:3, 3:6, 6:4   |
| Costa do Sauípe              | 2008                | Nicolás Almagro (1) | Carlos Moyá          | 7:64, 3:6, 7:5  |
| Costa do Sauípe              | 2007                | Guillermo Cañas     | Juan Carlos Ferrero  | 7:64, 6:2       |
| Costa do Sauípe              | 2006                | Nicolás Massú       | Alberto Martín       | 6:3, 6:4        |
| Costa do Sauípe              | 2005                | Rafael Nadal (1)    | Alberto Martín       | 6:0, 6:72, 6:1  |
| Costa do Sauípe              | 2004                | Gustavo Kuerten (2) | Agustín Calleri      | 3:6, 6:2, 6:3   |
| Costa do Sauípe              | 2003                | Sjeng Schalken      | Rainer Schüttler     | 6:2, 6:4        |
| Costa do Sauípe              | 2002                | Gustavo Kuerten (1) | Guillermo Coria      | 6:74, 7:5, 7:62 |
| Costa do Sauípe              | 2001                | Jan Vacek           | Fernando Meligeni    | 2:6, 7:62, 6:3  |
| 1994:2000: nicht ausgetragen |                     |                     |                      |                 |
| São Paulo                    |                     |                     |                      |                 |
| 1993                         | Alberto Berasategui | Sláva Doseděl       | 6:4, 6:3             |                 |
| 1992                         | Luiz Mattar         | Jaime Oncins        | 6:1, 6:4             |                 |
| 1991                         | Christian Miniussi  | Jaime Oncins        | 2:6, 6:3, 6:4        |                 |
| 1990                         | Robbie Weiss        | Jaime Yzaga         | 3:6, 7:67, 6:3       |                 |
| 1989                         | Martín Jaite        | Javier Sánchez      | 7:65, 6:3            |                 |
| 1988                         | Jay Berger          | Horacio de la Peña  | 6:4, 6:4             |                 |
| 1987                         | Jaime Yzaga         | Luiz Mattar         | 6:2, 4:6, 6:2        |                 |

### Doppel
| Austragungsort               | Jahr                          | Sieger                                    | Finalist                              | Finalergebnis     |
| ---------------------------- | ----------------------------- | ----------------------------------------- | ------------------------------------- | ----------------- |
| São Paulo                    | 2019                          | Federico Delbonis (2) Máximo González (2) | Luke Bambridge Jonny O’Mara           | 6:4, 6:3          |
| São Paulo                    | 2018                          | Federico Delbonis (1) Máximo González (1) | Wesley Koolhof Artem Sitak            | 6:4, 6:2          |
| São Paulo                    | 2017                          | Rogério Dutra da Silva André Sá (2)       | Marcus Daniell Marcelo Demoliner      | 7:65, 5:7, [10:7] |
| São Paulo                    | 2016                          | Julio Peralta Horacio Zeballos            | Pablo Carreño Busta David Marrero     | 4:6, 6:1, [10:5]  |
| São Paulo                    | 2015                          | Juan Sebastián Cabal Robert Farah         | Paolo Lorenzi Diego Schwartzman       | 6:4, 6:2          |
| São Paulo                    | 2014                          | Philipp Oswald Guillermo García López     | Juan Sebastián Cabal Robert Farah     | 5:7, 6:4, [15:13] |
| São Paulo                    | 2013                          | Alexander Peya Bruno Soares (3)           | František Čermák Michal Mertiňák      | 6:75, 6:2, [10:7] |
| São Paulo                    | 2012                          | Eric Butorac Bruno Soares (2)             | Michal Mertiňák André Sá              | 3:6, 6:4, [10:8]  |
| Costa do Sauípe              | 2011                          | Marcelo Melo (2) Bruno Soares (1)         | Pablo Andújar Daniel Gimeno Traver    | 7:64, 6:3         |
| Costa do Sauípe              | 2010                          | Pablo Cuevas Marcel Granollers (2)        | Łukasz Kubot Oliver Marach            | 7:5, 6:4          |
| Costa do Sauípe              | 2009                          | Marcel Granollers (1) Tommy Robredo       | Lucas Arnold Ker Juan Mónaco          | 6:4, 7:5          |
| Costa do Sauípe              | 2008                          | Marcelo Melo (1) André Sá (1)             | Albert Montañés Santiago Ventura      | 4:6, 6:2, [10:7]  |
| Costa do Sauípe              | 2007                          | Lukáš Dlouhý (2) Pavel Vízner (2)         | Rubén Ramírez Hidalgo Albert Montañés | 6:2, 7:64         |
| Costa do Sauípe              | 2006                          | Lukáš Dlouhý (1) Pavel Vízner (1)         | Mariusz Fyrstenberg Marcin Matkowski  | 6:1, 4:6, [10:3]  |
| Costa do Sauípe              | 2005                          | František Čermák Leoš Friedl              | José Acasuso Ignacio González King    | 6:4, 6:4          |
| Costa do Sauípe              | 2004                          | Mariusz Fyrstenberg Marcin Matkowski      | Tomas Behrend Leoš Friedl             | 6:2, 6:2          |
| Costa do Sauípe              | 2003                          | Todd Perry Thomas Shimada                 | Scott Humphries Mark Merklein         | 6:2, 6:4          |
| Costa do Sauípe              | 2002                          | Scott Humphries Mark Merklein             | Gustavo Kuerten André Sá              | 6:3, 7:61         |
| Costa do Sauípe              | 2001                          | Enzo Artoni Daniel Melo                   | Gastón Etlis Brent Haygarth           | 6:3, 1:6, 7:65    |
| 1994:2000: nicht ausgetragen |                               |                                           |                                       |                   |
| São Paulo                    |                               |                                           |                                       |                   |
| 1993                         | Sergio Casal Emilio Sánchez   | Pablo Albano Javier Frana                 | 4:6, 7:6, 6:4                         |                   |
| 1992                         | Diego Pérez Francisco Roig    | Christer Allgårdh Carl Limberger          | 6:2, 7:6                              |                   |
| 1991                         | Andrés Gómez Jaime Oncins     | Jorge Lozano Cássio Motta                 | 7:5, 6:4                              |                   |
| 1990                         | Shelby Cannon Alfonso Mora    | Mark Koevermans Luiz Mattar               | 6:7, 6:3, 7:6                         |                   |
| 1989                         |                               |                                           | Doppel abgebrochen                    |                   |
| 1988                         | Jay Berger Horacio de la Peña | Ricardo Acuña Javier Sánchez              | 5:7, 6:4, 6:3                         |                   |
| 1987                         | Gilad Bloom Javier Sánchez    | Sergio Casal Tomás Carbonell              | 6:3, 6:75, 6:4                        |                   |